# Joaquín Vargas Gené
Joaquín Vargas Gené (San José, 8 de diciembre de 1922 - 17 de septiembre de 2006) fue un periodista costarricense.

## Trayectoria
Además de periodista, fue docente, jurista, agricultor y funcionario público. Era hijo de don Joaquín Vargas Coto (1895-1959) y doña Anita Gené Calsamiglia (1898-1978), renombrado escritor y periodista. Estudió en la Escuela Rudín, el Colegio Los Ángeles y se graduó bachiller del Liceo de Costa Rica. Comenzó sus estudios de Derecho en la Universidad de Costa Rica, pero en 1946 los suspende para fundar el diario La Nación. Poco después se dirigió a España, en donde se graduó como periodista en la Universidad Complutense de Madrid.
Ejerció cargos de gran responsabilidad como el de ministro de Gobernación durante la administración de Mario Echandi Jiménez (1958-1962). Luego retornó al periodismo, dirigiendo el Diario de Costa Rica (1962-1964) y el programa radiofónico La Palabra de Costa Rica.
Participó en la conducción de la Asociación de Periodistas de Costa Rica, que impulsó la creación del Colegio de Periodistas. El gremio hace suya la iniciativa del periodista Guillermo Villegas Hoffmaister, quien trae de España la propuesta de abrir la carrera de Ciencias de la Comunicación Colectiva en la Universidad de Costa Rica. Pocos años después, se establece el Premio Nacional de Periodismo Jorge Vargas Gené.
En 1966 el entonces presidente José Joaquín Trejos, lo llama al gabinete como viceministro de Economía, Industria y Comercio.
Culmina los estudios jurídicos en la Universidad de Costa Rica a los 48 años de edad en 1970. Combina sus labores como abogado y notario con la dirección del periódico La República (1978-1985). Su destacada praxis jurídica hace que en 1987 fuera nombrado magistrado suplente de la Sala Tercera de la Corte Suprema de Justicia
En 2006 acepta el llamado del Colegio de Abogados, del Colegio de Periodistas, del Colegio de Ciencias Políticas y de la Facultad de Derecho de la Universidad de Costa Rica, para unirse a la fundación del Observatorio de la Libertad de Expresión.

## Fallecimiento
Falleció en San José, el 17 de septiembre de 2006 a los 84 años de edad de un infarto agudo de miocardio.